# 線真亮羽水蚤
線真亮羽水蚤（学名：Euaugaptilus filigerus）为亮羽水蚤科真亮羽水蚤屬下的一个种。